# Etimologie populară
În lingvistică, etimologia populară este un fenomen prin care vorbitorul modifică un cuvânt sau un grup de cuvinte necunoscut pentru el (de obicei recent intrat în limbă), sub influența altui cuvânt sau grup de la care crede că provine, din cauza unei asemănări de formă, de sens sau a altei asocieri
.
Etimologia populară este cauzată de necunoașterea originii cuvântului afectat de ea, ceea ce este normal la majoritatea vorbitorilor, dar și de necunoașterea formei pe care o are cuvântul în varietatea standard a limbii, în cazul limbilor care au o asemenea varietate. Totodată, pornește din nevoia de a lămuri sensul cuvântului respectiv, de a-l face motivat, transparent.
La unii autori, etimologia populară apare ca unul din procedeele de formare a cuvintelor. În starea actuală a limbilor care au varietate standard, este un fenomen individual ce are ca urmare cuvinte în constrast cu variantele standard ale lor, dar în istoria limbii, unele cuvinte astfel formate se generalizează cu timpul și se impun, ajungând să fie standard. Un exemplu în limba română este sunătoare (nume de plantă medicinală), din cuvântul latinesc *sanatoria (cu radicalul lui sanus „sănătos”), care s-a identificat ca formă cu femininul lui sunător. Pentru etimologia cuvintelor de acest fel se folosește uneori sintagma „etimologie încrucișată”, în contrast cu etimologia populară ca eroare individuală.
Există și deformări conștiente, intenționate ale unor cuvinte, cu scop umoristic. În limba maghiară, de exemplu, se amintește în lucrări de lingvistică, printre altele, ugrómókus (literal „veveriță săritoare”) de la agronómus „agronom”. În literatură se găsesc exemple de etimologii populare folosite conștient de autori pentru caracterizarea personajelor, ex. „renumerație după buget” (Ion Luca Caragiale).
Etimologia populară funcționează de cele mai multe ori prin ceea ce se numește „atracție paronimică”, adică asemănarea de formă a cuvântului necunoscut cu cuvântul din care se presupune greșit că provine. Din punct de vedere fonetic este vorba de o așa-numită „contaminare” între formele celor două cuvinte.

## Tipuri de etimologie populară
Posibile clasificări ale etimologiilor populare sunt cele de mai jos. Termenii cu semnul ° sunt nestandard, iar ceilalți sunt standard.
- După originea termenilor care vin în contact:

- Termenii sunt de origini diferite (cele mai multe cazuri): °femenin, după femeie (< la  familia) vs. feminin < fr  féminin;
- Termenii sunt înrudiți: °prinzonier, după prins vs. prizonier < fr  prisonnier.

- După relațiile de ordin formal sau/și semantic dintre termeni:

- Termenii sunt asemănători atât formal, cât și semantic: °lipsus, după lipsă vs. lapsus;
- Termenii sunt numai în relații de formă:

apă chioară, după chior, chioară vs. apă chiară, formă veche cu adjectivul din la  clara;
°gaz metal vs. gaz metan.
- După felul în care se exercită acțiunea etimologiei populare asupra cuvintelor:

- Este atinsă numai forma cuvântului (cele mai multe cazuri):

locui, după loc vs. lăcui, formă veche din hu  lakni;
°somnieră, după somn vs. somieră.
- Este atins numai sensul cuvântului:

babalâc „bătrân neputincios” (sens peiorativ), după babă vs. babalâc „moșneag venerabil” (sens vechi, același ca al etimonului (tk  babalık);
°vindicativ „vindecător”, după a vindeca vs. vindicativ „răzbunător” < fr  vindicatif.
- Sunt atinse și forma, și sensul cuvântului:

cârdășie „tovărășie în scopuri condamnabile”, după cârd vs. cărdășie „tovărășie” (sens nepeiorativ vechi), derivat din cardaș „tovarăș” < tk  arkadaș;
°hâdos, după hâd (< uc  hyd) vs. hidos < fr  hideux.
- Nu sunt atinse nici forma, nici sensul cuvântului (etimologie populară latentă):

- Sunt asociate cuvinte în aceeași familie lexicală, deși nu au legătură etimologică între ele: patrulă (< de  Patrulle) pus în legătură cu patru (< la  quattuor);
- Sunt asociate cuvinte omonime fără legătură etimologică, considerate cu sensuri diferite ale aceluiași cuvânt: râs (animalul) < slavă rysĭ și râs (acțiunea de a râde) < la  risus.

Un tip aparte al etimologiei populare este traducerea greșită a unor toponime. Un exemplu este Sebeșel < hu  Sebeshely, în care hely „loc” este tradus cu un sufix diminutival. Alt exemplu este Miercurea Ciuc < hu  Csíkszereda, în care szereda înseamnă „mijloc”.
Alt tip de etimologie populară atinge grupuri de cuvinte în care se reinterpretează limita dintre cuvintele componente. Astfel, în limba engleză, adder, numele comun al unor specii de șerpi, provine din forma din engleza veche naddre, prin reinterpretarea limitei dintre cuvinte în forma articulată: a naddre > an adder. Un fenomen asemănător este ignorarea limitei dintre cuvinte, adică împrumutarea unui grup de cuvinte interpretându-l ca un singur cuvânt. Este cazul, de exemplu, al unor cuvinte spaniole împrumutate din limba arabă împreună cu articolul hotărât, ex. alcohol < ar  din Spania kuḥúl.

## Exemple în câteva limbi
În limba franceză:
poireau „praz”, după poire „pară” vs. porreau (formă veche) < la  porrus;
°hebdromadaire, după dromadaire „cămilă” vs. hebdomadaire „săptămânal” < la  hebdomadarius.
În limba spaniolă:
vagamundo „vagabond”, după mundo „lume” vs. vagabundo „vagabond” < la  vagabundus;
°adversión, după adverso „advers” vs. aversión „aversiune” < la  aversio.
În limba engleză:
crayfish „rac”, după fish „pește” vs. crevis (formă veche) < fr  veche crevise (cf. fr  actuală écrevisse);
°sparrow-grass, după sparrow „vrabie” + grass „iarbă” vs. asparagus „sparanghel”.
În limba maghiară:
utca „stradă”, după út „drum” vs. úca (formă veche) < slavă ulica;
°almafabéta, după almafa „măr” (pomul) vs. analfabéta „analfabet”.
În limba germană: Hängematte „hamac”, după hängen „a atârna” și Matte „covoraș” < fr  hamac < es  hamaca < araucană hamaka.
În limba neerlandeză, hangmat „hamac”, după hangen „a atârna” și mat „covoraș”, s-a format la fel ca și cuvântul german.
În limba rusă:
крыло (krîlo) „aripă”, după крыть (krît') „a acoperi” vs. крило (formă veche) < slava veche krilo;
°гульвар (gul'var), după гулять (guliat') „a se plimba” vs. бульвар (bul'var) „bulevard” < fr  boulevard.